# Stevens Falls
Die Stevens Falls sind ein Wasserfall bislang nicht ermittelter Fallhöhe im Fiordland-Nationalpark auf der Südinsel Neuseelands. Westlich der Kepler Mountains in den Neuseeländischen Alpen liegt er im Lauf des Stevens Burn, des Ablaufs des Lake Herries, der unweit hinter dem Wasserfall in südwestlicher Fließrichtung in den Freeman Burn mündet.